# Äbanina nasu
Äbanina nasu ist eine unbewohnte Insel, 20 Meter von der größten estnischen Insel Saaremaa entfernt. Die Insel liegt in der Landgemeinde Saaremaa im Kreis Saare. Sie liegt in der Bucht Kõiguste laht im Kahtla-Kübassaare hoiuala.
Äbanina nasu ist 70 Meter lang und 30 Meter breit.